# Andreas Schlüter
Andreas Schlüter (født 20. maj 1664 i Danzig, død 23. juni 1714 i Sankt Petersburg) var en tysk billedhugger og arkitekt.
Schlüter, der var søn af en billedhugger, uddannede sig i faget hjemme og under David Christoph Sapovius i sin fødeby samt i Italien og virkede en tid i Warszawa og fra 1694 i Berlin. Her blev han snart akademiets meddirektør, gjorde en for ham betydningsfuld Italiensrejse for kurfyrst Frederik III og sysselsattes stærkt dels som hofbilledhugger, dels som slotsbygmester; sidste titel og embede mistede han dog 1706 på grund af mangelfuld fundamentering af Berlinslottets mønttårn. I 1713 blev han af Peter den Store kaldet til Rusland. Både som arkitekt og billedhugger hører han til barokstilens bedste navne. Ved ombygning og forskønnelser både indvendig og udvendig 1697—1706 gjorde han Berlinslottet til den pragtbygning, det siden var. I 1696 opførte han Charlottenburgslottets hovedbygning, arbejdede på Berlins Tøjhus med mere. I skulpturen er han måske en endnu betydeligere kunstner, energisk og kæk. Hans hovedværker er mindesmærket for den store kurfyrste i Berlin (1697—1703, støbt af Johann Jacobi) — der kunstnerisk står i gæld til fransk kunst — og de karakteristiske masker af døende krigere i Berlintøjhusets gård. Endvidere udførte han en mængde dekorativ skulptur (for Berlin har han udført over 80 marmorstatuer foruden mange relieffer) samt bronzestatuen af kurfyrst Frederik III i Königsberg (1697), det Männlichske gravmæle i Berlins Nikolajkirke, marmorprædikestolen i Mariakirken sammesteds etc. En del værker af Schlüter findes i Wilánowslottet i Warszawa. En statue af Schlüter (af Max Wiese) blev rejst 1897 i Altes Museums kolonnade.